# インディペンデンス・オブ・ザ・シーズ
インディペンデンス・オブ・ザ・シーズ（Independence of the Seas）は、ロイヤル・カリビアン・インターナショナルが運航しているクルーズ客船。

## 概要
フィンランドのアーカーヤーズトゥルク造船所で建造され、2008年に就航した。
2017年12月の航海において、乗船していた5,000人のうち300人以上が嘔吐や下痢を訴え、12月16日にフロリダ州へ帰港した。